# Brightness Falls from the Air
Brightness Falls from the Air est un roman de science-fiction de James Tiptree, Jr.. Publié en 1985, il est situé dans le même univers fictif que les histoires de son recueil de nouvelles paru en 1986, The Starry Rift.

## Résumé
Dans une configuration qui a été comparée à un mystère de meurtre dans une maison de campagne, le roman raconte l'histoire de seize humains qui se rassemblent sur la planète isolée Damiem pour assister au passage d'un front de nova.
Au fil du livre, la vérité sur les motivations de ces touristes, la cause de la nova et la raison de l'isolement de Damiem est révélée.

## Réception
Les deux romans de Tiptree ont fait l'objet de moins d'attention que ses nouvelles de fiction. Une publication The Encyclopedia of Science Fiction  affirme que Tiptree avait peu de contrôle sur sa vision intense au long du roman et critique les « moments de sentimentalité manifeste » et les « excès de sous-intrigue » dans Brightness Tombe de l'Air. Julie Phillips écrit une biographie de Tiptree, dans laquelle elle estime que ce roman était une réponse à la critique d'Algis Budrys sur ses intrigues, que selon elle l'autrice aurait pris trop à cœur.
Graham Sleight, écrivant pour Locus Magazine, n'est pas d'accord avec certains aspects de l'évaluation du roman par Phillips et John Clute, argumentant que le travail de Tiptree, après la révélation de son identité n'a pas reçu la considération appropriée. Alors qu'il qualifie Brightness Falls from the Air d'un mélodrame, il soutient qu'il possède « un pouvoir extraordinaire » et que Tiptree « fait preuve, dans ce livre, d'une attention particulière à d'autres questions, notamment visuelles, qu'elle n'a pas ailleurs. ».
David Langford a passé en revue Brightness Falls from the Air pour White Dwarf  et déclare : « peu survivent à la maigre dispersion des fins heureuses. Rétrospectivement, je n'en crois pas un mot, mais Tiptree verse tellement d'énergie dans son récit que contre toute attente, cela vous emporte. Ouf, quel scorcher…» .
Une traduction japonaise publiée par Hayakawa Publishing remporte le prix Seiun du meilleur roman étranger 2008.